# Hormisda (filho de Vararanes I)
Hormisda (em persa médio: Hormezd; em grego: Ορμίσδας; romaniz.: Hormísdas) foi um nobre persa do século III.

## Nome
O teônimo Hormisda é a versão latina do persa médio Hormisde (𐭠𐭥𐭧𐭥𐭬𐭦𐭣; Hormizd), Ormasde (Ōhrmazd), Hormosde / Ormosde ((H)ormozd), Ormusde (Ormozd) ou Oramasde (Ohramazd), o nome da divindade suprema no zoroastrismo, cujo nome avéstico era Aúra-Masda (Ahura-Mazdāh). Foi registrao em persa antigo como Auramasda (Auramazdā), em grego como Hormisdas (Ορμίσδας, Ormísdas), Hormisdes (Ορμίσδης, Ormísdēs), Horomazes (Ωρομάζης, Oromázēs) e Hormisdates (Ορμισδάτης, Ormisdátēs), em árabe era Hormuz (هرمز), em armênio como Oramasde (Օրամազդ; Oramazd) e Ormisde (Որմիզդ, Ormizd) e em georgiano era Urmisde (ურმიზდი, Urmizd).

## Vida
Hormisda era membro da dinastia sassânida e filho e irmão respectivamente dos xainxás Vararanes I (r. 271–273) e Vararanes II (r. 274–293) Em 283, rebelou-se contra seu irmão e suas ações levaram ao fim da guerra curso entre os Impérios Romano e Sassânida.